# Caitlin Ryan
Pour les articles homonymes, voir Ryan.
Caitlin Ryan, née le 9 février 1992 à Takapuna, est une kayakiste néo-zélandaise.
Née près North Shore City, Caitlin Ryan pratique le surf et sauvetage sportif en compétition pendant son adolescence. Elle pratique également le kayak avec l'équipe néo-zélandaise remportant sa première victoire à la coupe du monde de canoë de 2015 au Portugal dans la catégorie K-4 500 mètres féminin et une deuxième place en K-2 500 mètres.
Elle est retenue aux Jeux olympiques d'été de 2016 sur le K-4 500 m aux côtés de Jaimee Lovett, Kayla Imrie et Aimee Fisher en terminant à la cinquième place dans la finale. Ses premiers podiums mondiaux sont obtenus en 2017 et 2018 avec notamment le titre de championnes du monde sur 500m en K2 avec sa compatriote championne olympique Lisa Carrington.